# Centaurea calolepis
Centaurea calolepis — вид рослин з роду волошка (Centaurea), з родини айстрових (Asteraceae).

## Опис рослини
Це багаторічна рослина до 50 см, рясно розгалужена від основи, квіткові голови численні, часто 2–3 разом. Листки шершаві, нижні й серединні перисторозільні з кінцевими сегментами шириною 1–3 мм, верхні листки прості. Кластер філаріїв (приквіток) 8–10 × 3–4 мм, довгастий; придатки великі, розлогі, солом'яного кольору. Квітки трояндово-пурпурні. Сім'янки 3.5–4 мм; папуси відсутні. Період цвітіння: червень — липень.

## Середовище проживання
Ендемік Туреччини (Анатолія). Населяє сухі пагорби, поля та узбіччя доріг.